# Orde van de Vrijheid en de Onafhankelijkheid
De Orde van de Vrijheid en de Onafhankelijkheid (Koreaans: 자유독립훈장, Sayu Dokryb Hunchang) is een Noord-Koreaans onderscheidingsteken. Het werd ingesteld in het begin van de jaren 50. De orde heeft twee graden.
De onderscheiding is een vijfpuntige rode ster met een rode vlag in de bovenste punt en een medaillon waarin een tank, vliegtuigen en soldaten zijn afgebeeld. Deze ster is op een tienpuntige gouden ster gelegd. De baton is rood-wit-groen-wit-rood met een smalle gouden middenstreep voor de eerste, en twee smalle gouden strepen voor de tweede klasse.